# Horst Adler
Horst Adler (* 28. dubna 1941 Vídeň) je rakouský prehistorik.

## Životopis
Horst Adler působil po studiu dějin na vídeňské univerzitě na spolkovém úřadu pro ochranu památek ve Vídni. V letech 1966 až 2003 byl odpovědný za vydávání odborného časopisu Fundberichte aus Österreich. Vedle toho vedl objevné i záchranné vykopávky.
Adler publikuje převážně práce o raných dějinách Rakouska. V roce 1977 se podílel na pořádání výstavy v Asparn an der Zaya "Germanen, Awaren, Slawen in Niederösterreich. Das erste Jahrtausend nach Christus". Sestavil také výstavní katalog.

## Dílo (výběr)
- (německy) Das urgeschichtliche Gräberfeld Linz-St. Peter – díl 1 (Materialvorlage), Linec 1965
- (německy) Das urgeschichtliche Gräberfeld Linz-St. Peter – díl 2 (Die frühe Bronzezeit), Linec 1967
- (německy) Eine germanische Siedlung der Römischen Kaiserzeit in Bernhardsthal, Fundberichte aus Österreich 14/1975, str. 7 a násl.
- (německy) Ein germanisches Körpergrab der Römischen Kaiserzeit in Neuruppersdorf, Fundberichte aus Österreich 14/1975, str. 15 a násl.
- (německy) Ein germanisches Wirtschaftsgebäude aus der Römischen Kaiserzeit, Fundberichte aus Österreich 15/1976, str. 9 a násl.
- (německy) Zur Datierung einiger Beinkämme aus der Römischen Kaiserzeit in Bernhardsthal, Fundberichte aus Österreich 15/1976, str. 19 a násl.
- (německy) Das „feld“ bei Paulus Diaconus, in: Herbert Mitscha-Märheim a kolektiv: Festschrift für Richard Pittioni zum 70. Geburtstag – svazek 2, Deuticke, Vídeň 1976, str. 256-262
- (německy) Die Zeit der Völkerwanderung in Niederösterreich, Wissenschaftliche Schriftenreihe Niederösterreich 41-42/1979 (spoluautor Herwig Friesinger)
- (německy) Eine spätmittelalterliche Wassermühle an der Thaya bei Rabensburg, Fundberichte aus Österreich 19/1981, str. 9 a násl. (spoluautor Helmut Hundsbichler)